# Gradišče (gmina Tišina)
Gradišče – wieś w Słowenii, w gminie Tišina. W 2018 roku liczyła 287 mieszkańców.